# Merthyr Tydfil (autoridad unitaria)
Merthyr Tydfil (en galés: /ˈmɜːrθər ˈtɪdvɪl/) es una autoridad unitaria con el estatus de municipio condal, situada en la zona meridional de Gales (Reino Unido).

## Localidades con población (año 2016)
- Aberfan (Merthyr Vale) 3,526
- Bedlinog 1,103
- Merthyr Tydfil 44,564
- Trefechan 1,015
- Treharris 7,766[3]